# Jan Mucha (politik)
Jan Mucha byl rakouský úředník a politik z Čech, během revolučního roku 1848 poslanec Říšského sněmu.

## Biografie
Roku 1849 se uvádí jako Johann Mucha, c. k. krajský pokladní v Klatovech. Roku 1861 byl jistý kasír Jan Mucha jmenován kontrolorem české zemské pokladnice.
Během revolučního roku 1848 se zapojil do veřejného dění. Ve volbách roku 1848 byl zvolen na ústavodárný Říšský sněm. Zastupoval volební obvod Klatovy. Tehdy se uváděl coby krajský pokladník. Řadil se k sněmovní pravici.
V roce 1878 se uvádí, že 19. dubna 1878 zemřel v Přešticích jistý Johann Mucha, referent okresní odhadní komise.